# Moon Sung Min
Đây là một tên người Triều Tiên, họ là Moon.
Moon Sung Min (Hangul: 문성민, sinh ngày 14 tháng 9 năm 1986) là một cầu thủ bóng chuyền đến từ Hàn Quốc. Anh đã từng chơi cho đội tuyển bóng chuyền quốc gia nam từ Đại hội Thể thao Châu Á 2006. Hiện nay, anh đang chơi cho đội Hyundai Capital Skywalkers.

## Liên kết
- Tiểu sử FIVB
- Moon Sung Min trên Cyworld